# 권일수
권일수(權一銖, 1949년 7월 10일 ~ )은 대한민국의 배우 겸 영화 감독이다.

## 학력
- 국립경국대학교 국어교육학과 학사
- 5년제 한국방송통신대학교 경영학과 학사

## 연극활동
- 현대극회 소속 단원
- 1972년 공모살인
- 1973년 검은고양이 네로 / 딸꾹질
- 1975년 인공수정

## 영화 작품

### 영화 출연
- 1968년 《칼막스의 제자들》
- 1971년 《원한의 거리에 눈이내린다》
- 1972년 《유단자》
- 1973년 《감방》, 《불타는 정무문》
- 1974년 《돌아온 외다리》, 《분노의 왼발》, 《천용란》, 《용호대련》, 《빌리 장》
- 1975년 《돌아온 외다리 2》, 《돌아온 외다리 3》, 《독사》, 《거지왕 김춘삼》, 《지옥의 초대장》, 《무장해제》, 《죽음의 승부》, 《낮과밤의 두황제》, 《흑룡》
- 1976년 《흑룡강》, 《밀명객》
- 1977년 《소림사 십대장문》, 《무림대협》, 《대적수》, 《각시탈》
- 1978년 《달마신공》, 《칠협팔의》, 《십이대 천황》
- 1979년 《소권》, 《영웅》, 《동백꽃 신사》, 《지옥의 49일》
- 1980년 《괴초도사》, 《용형마교》, 《별명붙은 사나이》, 《노명검》
- 1981년 《소림 18동인》, 《쌍웅》, 《용호의 사촌들》
- 1982년 《괴적귀무》, 《인자무적》, 《요권괴초》
- 1983년 《김두한》
- 1984년 《김두한형과 시라소니형》, 《광동 살모사》, 《사약》
- 1985년 《종로 부르스》, 《돌아이》, 《인간시장 2 - 불타는 욕망》
- 1986년 《지옥의 49일》, 《오사까 대부》
- 1987년 《애권(소애권)》, 《여애권》,《삿뽀로 밤사냥》
- 1988년 《공초도사와 슈퍼 홍길동 2》
- 1989년 《달콤한 신부들》, 《슈퍼 홍길동 3》
- 1990년 《청상계》, 《화대》
- 1991년 《있잖아요 비밀이에요 2》, 《누가 용의 발톱을 보았는가》, 《달빛타는 여자》, 《열 아홉의 절망 끝에 부르는 하나의 사랑 노래》
- 1992년 《우리들의 일그러진 영웅》
- 1995년 《영원한 제국》
- 2005년 《천군》
- 2006년 《썬데이 서울》

### 영화 무술감독
- 1973년 《흑권》
- 1978년 《소림사 흑표》, 《소림사 십대장문》, 《무림대협》, 《달마신공》
- 1980년 《소권》, 《소림사 18동인》, 《애권》
- 1981년 《김두한형 시라소니형》
- 1982년 《외팔이 여신용》, 《괴적귀무》
- 1983년 《김두한》
- 1985년 《종로 부르스》
- 1986년 《오사까 대부》
- 1988년 《공초도사와 슈퍼 홍길동 2》
- 1989년 《밥풀떼기 형사와 전봇대 형사》, 《슈퍼 홍길동 3》, 《바이오맨》

### 방송드라마 무술감독
- 1984년 KBS 《전설의 고향》
- 1985년 KBS 《길손》
- 1986년 KBS 《태평무》
- 1987년 MBC 《칼과 이슬》
- 1988년 MBC 《달빛 자르기》
- 1989년 MBC 《완장》
- 1994년 MBC 《대도전》
- 2000년 MBC 《대검자》

### 영화감독
- 1991년 《전국구》
- 1992년 《무인도의 남과 여》
- 1993년 《신혼여행 특공대》
- 1993년 《암흑가의 무소속》
- 1995년 《전국구 2》
- 1995년 《전국구 3》
- 1996년 《칠공주》
- 1998년 《인간사표를 써라》
- 2002년 《고추불패》
- 2007년 《맞짱》